# Ander Ganzabal
Ander Ganzabal Bilbao (Orozko, 25 januari 2000) is een Spaans wielrenner.

## Carrière
In 2025 werd Ganzabal prof bij Euskaltel-Euskadi, dat hem na een stageperiode overhevelde vanuit hun opleidingsploeg. Zijn eerste wedstrijdkilometers maakte hij dat seizoen op Mallorca, waar hij deelnam aan vier manches van de Challenge Mallorca.

## Ploegen
- 2024 –  Euskaltel-Euskadi (stagiair vanaf 1 augustus)
- 2025 –  Euskaltel-Euskadi

Aberasturi · Alustiza · Azparren · Azurmendi (tot 15/4) · Berasategi · Bizkarra · Bonillo · Bou · Cañellas · Cuadrado · de la Parte · Etxeberria · Fouché · Isasa · Iturria · Juaristi · López de Abetxuko · Martín · Maté · Mintegi · Zubeldia · Ganzabal (stagiair)